# Strachotice

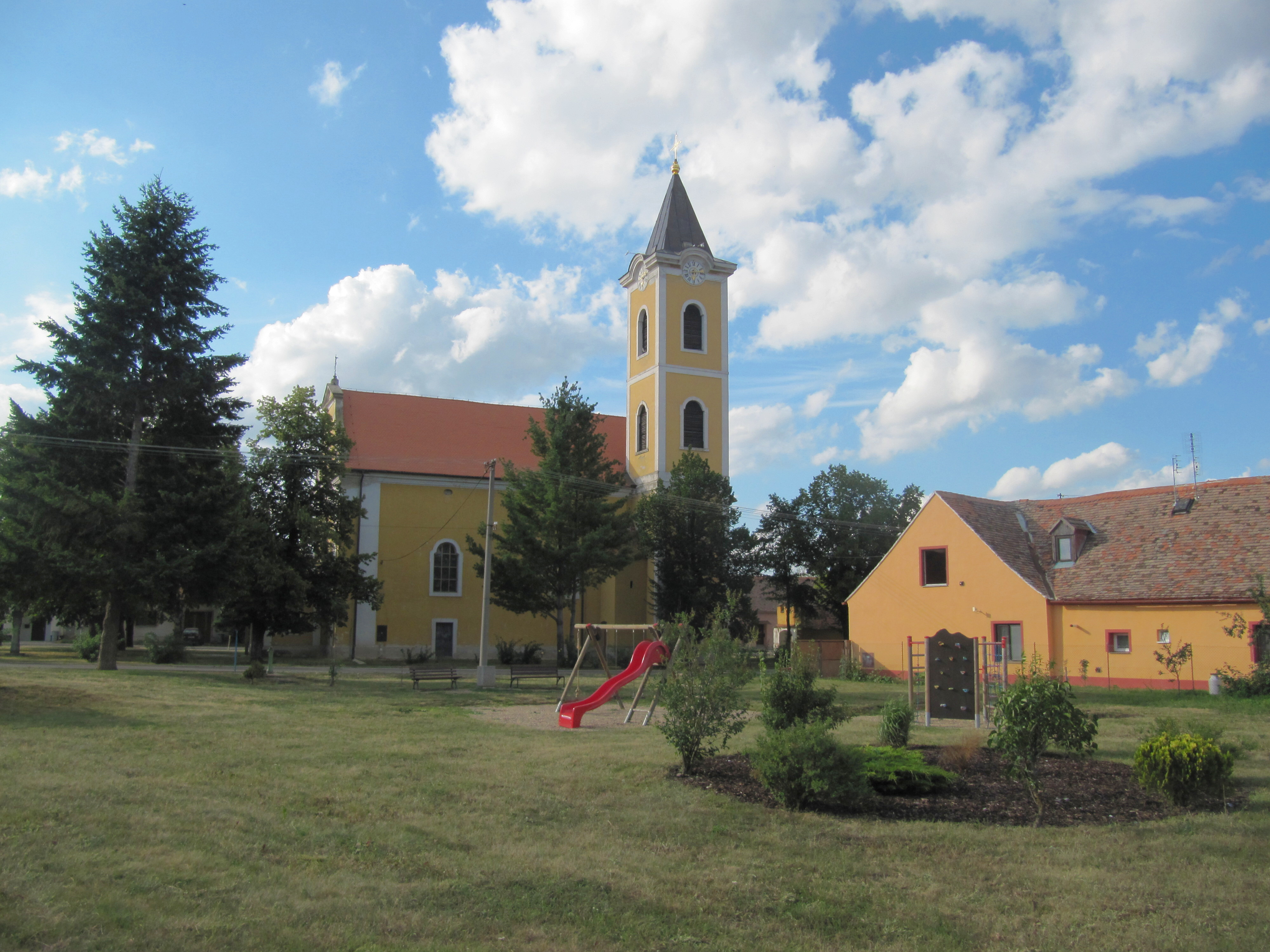
Kirche St. Georg

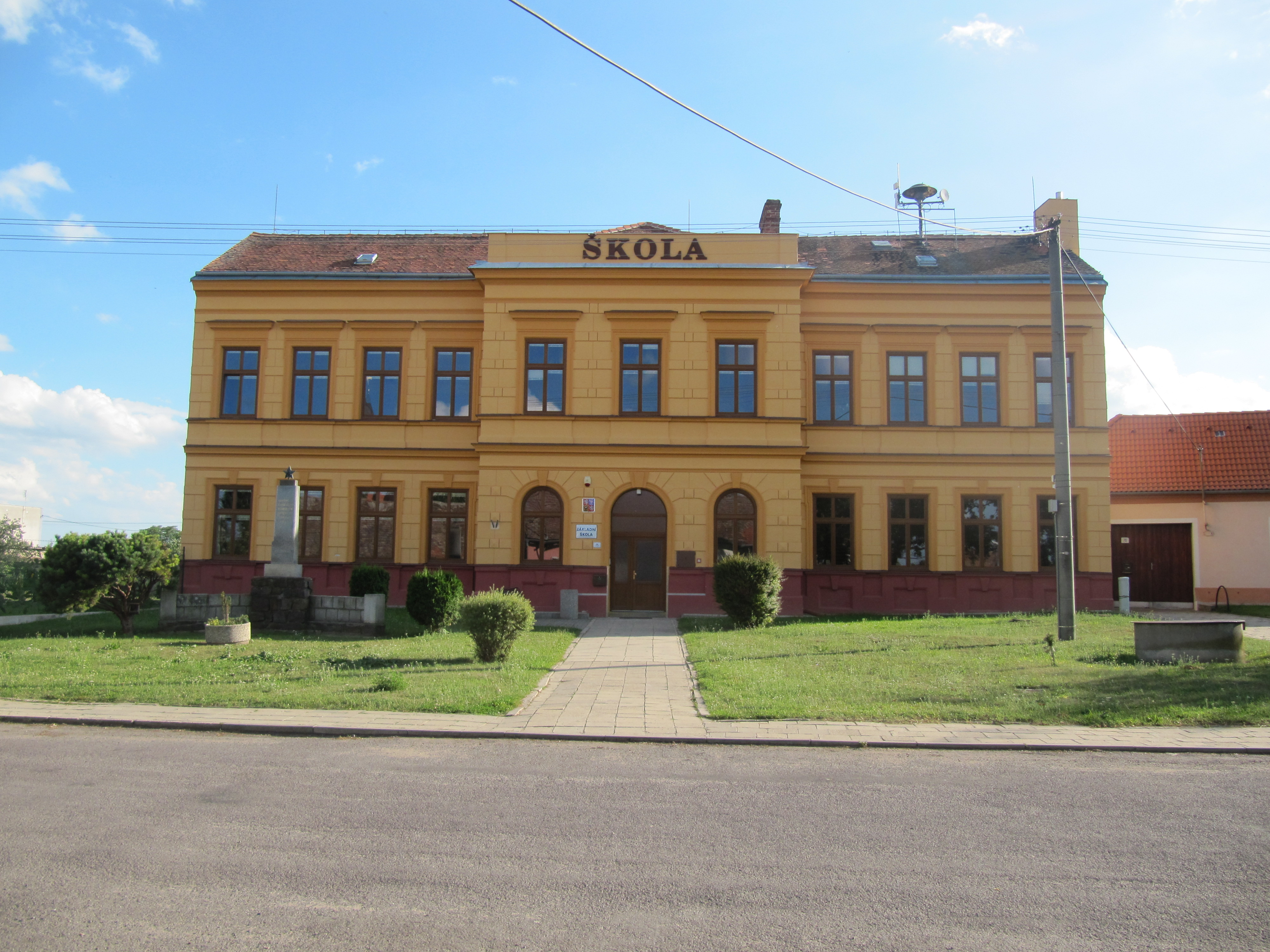
Schule

Strachotice (deutsch Rausenbruck) ist eine Gemeinde in Südmähren (Tschechien). Der Ort liegt rechtsseitig der Thaya ca. 5 km nördlich der österreichischen Grenze. Der Ort selbst ist als ein Dreieckangerdorf angelegt.

## Geographie
Strachotice befindet sich rechtsseitig des Thayamühlbaches in der Jaroslavicka pahorkatina (Joslowitzer Hügelland); südlich des Dorfes fließt der Daníž.
Die Nachbarorte sind im Norden Krhovice (Gurwitz), im Westen Derflice (Dörflitz), im Südwesten Vrbovec (Urbau), im Südosten Slup (Zulb) und im Osten Valtrovice (Waltrowitz).

## Geschichte

Kirchweihfest

Die Anlage des Ortes und die bis 1945 gesprochene Ui-Mundart (bairisch-österreichisch) mit ihren speziellen bairischen Kennwörtern weisen auf eine Besiedlung durch bairische deutsche Stämme hin, wie sie nach 1050, aber vor allem im 12/13. Jahrhundert erfolgte. Sie brachten Ackergeräte aus Eisen mit, setzten neue landwirtschaftliche Anbaumethoden sowie die ertragreiche Dreifelderwirtschaft ein.
Die erste urkundliche Erwähnung des Ortes erfolgte unter „capella sancti Georgii in Strachotin“ im Jahre 1190. Im Laufe der Jahrhunderte änderte sich der Ortsname mehrmals, so schrieb man 1225 „Ruzenbrukh“, 1310 „Rausenpruk“ und ab 1342 „Rausenbruck“. Am 19. August 1342 überreichte der spätere Kaiser Karl IV. dem Ort Marktrechte und das Recht der Hochgerichtsbarkeit. Da der Ort ein wichtiger Thayaübergang war, wurde diese im 15. Jahrhundert befestigt. Auch wurde im Jahre 1440 eine Burg beim Ort genannt. Ab 1447 durfte der Ort zwei Jahrmärkte abhalten.
Im Jahre 1517 kam es zu einem Herrschaftswechsel und die Gemeinde kam an das Kloster Bruck, da dieser gegen Borotitz und Grillowitz eingetauscht wurde. Bei diesem blieb es bis zu dessen Auflösung im 18. Jahrhundert durch Kaiser Josef II. Der Herrschaftshof im Ort, der bis ins 20. Jahrhundert erhalten bleibt, wurde im Jahre 1526 erstmals erwähnt. Ab dem Jahre 1578 durfte ein Galgen im Ort aufgestellt werden. Kaiser Rudolf II. überreichte dem Markt ein Wappen und gab die Erlaubnis für einen weiteren Jahrmarkt. Die Matriken des Ortes wurden seit 1684 geführt.
Während des Fünften Koalitionskrieges lagerten im Jahre 1809 an die 10.000 Franzosen am Ortsrand, welche verköstigt werden mussten. Im Jahre 1831 wütete die Cholera im Ort und forderte 40 Ortsbewohner. Aufgrund der Gefahr von Seuchen (Cholera) wurde 1832 eine Siechstation im Ort errichtet. Großbrände in den Jahren 1846 und 1849 zerstörten einen großen Teil der Ortschaft. Um die Verbindungen nach Österreich zu verbessern, wurde im Jahre 1862 eine neue Thayabrücke erbaut. Im Jahre 1866 vernichtete Frost fast die gesamte Ernte des Dorfes und auch die während des Deutsch-Österreichischen Krieges von preußischen Soldaten eingeschleppte Cholera forderte 9 Tote unter den Ortsbewohnern. Im Jahre 1869 wurde eine Poststelle im Ort eröffnet. Der nächste Bahnhof befand sich in 4,5 km Entfernung in Hödnitz. Durch Brandstiftung kam es im Jahre 1892 zu einem weiteren Großbrand. Aufgrund dieses Ereignisses wurde 1899 eine Freiwillige Feuerwehr gegründet. Die Einwohner von Rausenbruck lebten größtenteils von der Vieh- und Landwirtschaft. Aufgrund des Klimas wurden neben verschiedenen Getreidesorten auch Linsen, Erbsen, Mohn, Salat, Gurken, Melonen, Kraut und Kohl geerntet. Besonders ertragreich war der Obstbau im Damitz, so wurden Zwetschgen (1709 Bäume), Marillen (146 Bäume), Äpfel (3200 Bäume), Birnen (982 Bäume), Pfirsiche (496 Bäume) und Nüsse (299 Bäume) angebaut. Auch der in Südmähren seit Jahrhunderten gepflegte Weinbau fasste im Ort Fuß und so hielt Rausenbruck einen Anteil am Weingebiet „Schatz“ auf dem Höhenrücken, welcher von Kallendorf und Klein Tajax bis Rausenbruck-Mitzmanns reichte. Ebenso war die Jagd mit jährlich 600 geschossenen Hasen, 600 Rebhühnern und 20 Fasanen einträglich. Neben einem florierenden Kleingewerbe gab es noch eine Milchsammelstelle, einen Musikinstrumentmacher und eine Spar- und Darlehenskassa. Im Jahre 1917 wurde die Elektrifizierung des Ortes durchgeführt.
Nach dem Ersten Weltkrieg, der 51 Opfern unter den Rausenbruckern forderte, zerfiel der Vielvölkerstaat Österreich-Ungarn.
Am 17. November 1918 besetzte eine tschechische Kompanie den Ort. Der Vertrag von Saint-Germain vom 2. September 1919, erklärte den Ort, dessen Bevölkerung im Jahre 1910 (Volkszählungsjahr) zu 99 % der deutschen Volksgruppe angehörte, zum Bestandteil der neuen Tschechoslowakischen Republik.
Während der Zwischenkriegszeit, führten die hohe Arbeitslosigkeit unter der deutschen Bevölkerung, Maßnahmen wie die Bodenreform 1919, die Sprachenverordnung 1926, Neuansiedlungen sowie Neubesetzungen von Beamtenposten durch Personen tschechischer Nationalität, zu vermehrten Spannungen innerhalb der Volksgruppen und zur Sudetenkrise. Durch das Münchner Abkommen wurde Rausenbruck mit 1. Oktober 1938 ein Teil des deutschen Reichsgaus Niederdonau. – 1928 erhielt der Ort eine Telephon- und Telegraphenstation. 1930 besaß das Kaufhaus im Ort den ersten Telefonanschluss.
Im Mai 1945 wurden die drei Thayabrücken des Ortes zur Sprengung vorbereitet, um die nachrückenden russischen Truppen aufzuhalten. Nach Zureden des Bürgermeisters wurden zwei Brücken verschont.
Nach dem Ende des Zweiten Weltkrieges, der 104 Opfer forderte, kam die Gemeinde am 8. Mai 1945 wieder zur Tschechoslowakei zurück. Beim Aufräumen von Kriegsrelikten kamen drei Kinder zu Tode. Vor den einsetzenden Nachkriegsexzessen durch nationale Milizen und Revolutionsgarden flohen bereits kurz nach Kriegsende einige Familien über die nahe Grenze nach Österreich. Bis auf eine Person wurden die letzten 16 Deutschsüdmährer zwischen 11. August 1946 und 18. September 1946 nach Deutschland zwangsausgesiedelt. Das Vermögen der deutschen Ortsbewohner wurde durch das Beneš-Dekret 108 konfisziert, die katholische Kirche in der kommunistischen Ära enteignet.
In Übereinstimmung mit den ursprünglichen Transfermodalitäten des Potsdamer Kommuniques mussten alle Volksdeutschen aus Österreich nach Deutschland weiter transferiert werden. Trotzdem konnten 55 Familien in Österreich verbleiben, 2 Rausenbrucker wanderten nach Großbritannien, je einer in die USA und Frankreich und zwei nach Kanada aus. 1961 wurde die bis dahin selbständige Gemeinde Micmanice eingegliedert.

## Gemeindegliederung
Die Gemeinde Strachotice besteht aus den Ortsteilen Micmanice (Mitzmanns) und Strachotice (Rausenbruck), die zugleich auch Katastralbezirke bilden. Zu Strachotice gehört zudem die Einschicht Starý Mlýn (Neslowitzer Mühle).

## Wappen und Siegel
Im Jahre 1591 tauchte erstmals urkundlich ein Ortssiegel auf. Es wird aber angenommen, dass bereits vorher ein Siegel vorhanden war. Das Siegel innerhalb eines Tulpenblütenkranzes die Umschrift „+SIGILLVM.OPPIDI.RAWSENBU.ANNO DOMINI:1591“. Im Siegelrund erscheint ein gekrönter halber Adler über einer großen Initiale W. Im 19. bzw. 20. Jahrhundert wurde der Adler irrtümlich für den mährischen Landesadler gehalten und wurde geschachtet dargestellt. Von 1919 bis 1938 war dieses Siegel zweisprachig.
Im Jahre 1591 erhielt Rausenbruck auch ein Marktwappen. Es zeigt einen Silber und Rot geteilten Schild, darin oben wachsend ein gekrönter und golden bewehrter schwarzer Adler mit roter Zunge, unten die goldene Initiale W.

## Bevölkerungsentwicklung
| Volkszählung | Einwohner gesamt | Volkszugehörigkeit der Einwohner | Volkszugehörigkeit der Einwohner | Volkszugehörigkeit der Einwohner |
| Jahr         | Einwohner gesamt | Deutsche                         | Tschechen                        | Andere                           |
| ------------ | ---------------- | -------------------------------- | -------------------------------- | -------------------------------- |
| 1880         | 993              | 993                              | 0                                | 0                                |
| 1890         | 1028             | 1021                             | 2                                | 5                                |
| 1900         | 1013             | 997                              | 1                                | 15                               |
| 1910         | 993              | 985                              | 1                                | 7                                |
| 1921         | 982              | 953                              | 19                               | 10                               |
| 1930         | 1023             | 1001                             | 15                               | 7                                |
| 1961         | 1076             |                                  |                                  |                                  |
| 1970         | 935              |                                  |                                  |                                  |
| 1980         | 924              |                                  |                                  |                                  |
| 1991         | 943              |                                  |                                  |                                  |
| 2001         | 957              |                                  |                                  |                                  |

Ab 1961 beinhalten die Werte auch die ehemals selbständige Gemeinde Micmanice (Miezmanns). Dass zwei Gemeinden, die früher jeweils ungefähr 1000 Einwohner hatten, nun zusammen diese Zahl an Einwohnern aufweisen, zeigt, wie stark der Bevölkerungsschwund aufgrund der Ereignisse von 1945 war.

## Sehenswürdigkeiten
- Pfarrkirche des hl. Georg (1767) (auf den Grundmauer einer Kapelle von 1190), nach dem Brand von 1776 renoviert, Hochaltar (1839), Altarbilder des hl. Cyrill und Methud von Josef Winterhalter, Vorraum und Turmerhöhung von 1910
- Statue des hl. Florian (1349)
- Statue der Schmerzhaften Mutter Gottes 1751
- Pfarrhof (1784)
- Dreifaltigkeitssäule (1778)
- Heldendenkmal, davor für Kaiser Franz Joseph
- Kriegerdenkmal (1922)[17][18]

## Brauchtum
Reiches Brauchtum bestimmte den Jahresablauf der 1945/46 vertriebenen, deutschen Ortsbewohner:
- Der Kirtag fand immer am 3. Sonntag im September statt.
- Zu Allerheiligen wurden die Gräber mit selbstgezogenen Chrysanthemen („Allersölnrosen“) geschmückt, um halb Drei läuten alle Glocken dreimal hintereinander: ein Gruß an alle Verstorbenen und die Aufforderung an alle Dorfbewohner zur Teilnahme an der Andacht auf dem Friedhof beim Hauptkreuz.
- Traditionsgemäß wurden jährlich zwei Wallfahrten abgehalten. Eine am 15. März nach Taßwitz und eine weitere zu Pfingsten nach Maria Dreieichen (Pfingstsamstag bis Pfingstmontag).
- Die Jahrmärkte fanden am Montag nach Palmsonntag und an Bartholomäus (24. August) statt.

## Sagen aus dem Ort
Unter den deutschen Ortsbewohnern gab es eine Vielzahl von Mythen:
- Die Thayana in der Rausenbrucker Tai[19]

## Söhne und Töchter des Ortes
- Franz Wild (1800–1888), Musikinstrumentenmacher
- Franz Himmer (1828–1899), Opernsänger
- Ernest Hauswirth (1818–1901), Abt, Mitglied des Herrenhauses